# Vokalna glazba
Vokalna glazba onaj je oblik glazbe koji nastaje s pomoću ljudskog glasa. Može se izvoditi bez pratnje instrumenata, a cappela, ili uz pratnju instrumenata.

## Povijest
Prvobitne zajednice izvodile su jednostavne melodije od dva do tri tona. U današnjim domorodačkim skupinama takvo je pjevanje vidljivo. jevalo se dok se radilo, da se uspava dijete ili kad se išlo u lov.
U počecima razvoja glazbe vokalna glazba prva se pojavila jer je ljudski glas prvi instrument kojim se čovjek mogao koristiti.

## Podjela
Prema opsegu i i boji, pjevačke glasove dijelimo na:                         
- Ženske glasove:
  - sopran (visok, svijetao)
  - mezzospran (srednji)
  - alt (dubok, taman)
  - kontraalt (vrlo dubok ženski glas)
- Muške glasove:
  - kontratenor (vrlo visok muški glas)
  - tenor (visok, svijetao)
  - bas (dubok, taman)
  - bariton (srednji)
  - basbariton (vrlo dubok muški glas)

Pjevati se može solistički, skupno i u zboru. Prema broju pjevača skupine se nazivaju: duet, tercet, kvartet, kvintet, sekstet, septep, oktet itd.
Zbor je veća skupina pjevača, a može biti: dječji, ženski, muški ili mješoviti. Mogu pjevati jednoglasno ili višeglasno.